# La Reine des cartes
Pour plus de détails, voir Fiche technique et Distribution.
La Reine des cartes (The Queen of Spades) est un film britannique réalisé par Thorold Dickinson, sorti en 1949. Le scénario est inspiré de la nouvelle éponyme d'Alexandre Pouchkine.

## Synopsis
Une vieille comtesse vend son âme au diable en échange du pouvoir de gagner aux cartes.

## Fiche technique
- Titre : La Reine des cartes
- Titre original : The Queen of Spades
- Réalisation : Thorold Dickinson
- Scénario : Rodney Ackland (en) et Arthur Boys d'après la nouvelle La dame de pique d'Alexandre Pouchkine
- Musique : Georges Auric
- Photographie : Otto Heller
- Montage : Hazel Wilkinson
- Production : Anatole de Grunwald
- Société de production : De Grunwald Productions et Associated British Picture Corporation
- Société de distribution : Associated British-Pathé (Royaume-Uni), Monogram Pictures (États-Unis)
- Pays de production :  Royaume-Uni
- Genre : Drame, fantastique et horreur
- Durée : 95 minutes
- Dates de sortie : 
  - Royaume-Uni : 11 avril 1949
  - États-Unis : 30 juin 1949
  - France : 3 mars 1950

## Distribution
- Anton Walbrook : Herman Suvorin
- Edith Evans : la vieille comtesse Ranevskaya
- Yvonne Mitchell : Lizaveta Ivanovna
- Ronald Howard : Andrei Naroumov
- Anthony Dawson : Fyodor Krikunin
- Mary Jerrold : la vieille Varvarushka
- Miles Malleson : Tchybukin
- Michael Medwin : Hovaisky
- Athene Seyler : la princesse Ivashin
- Ivor Barnard : le libraire
- Maroussia Dimitrevitch : la chanteuse gitane
- Violetta Elvin : la danseuse gitane
- Pauline Tennant : la jeune comtesse

## Distinctions
Le film a été présenté en sélection officielle en compétition au Festival de Cannes 1949.